# Yangdong av Gyeongju

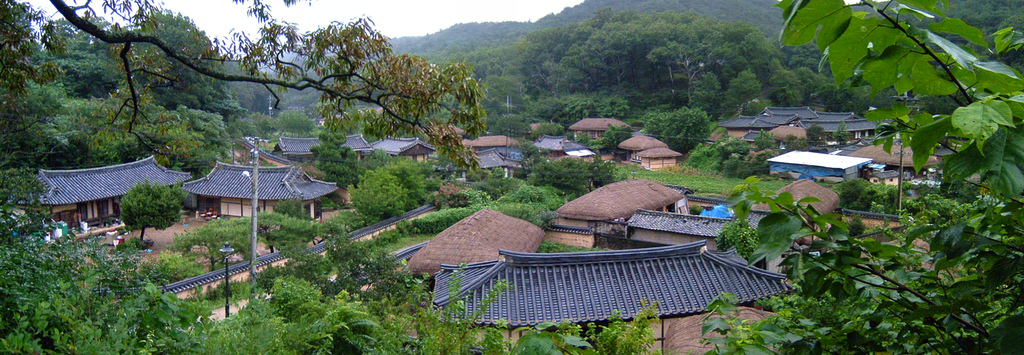
Vy över byn Yangdong av Geongju

Yangdong av Gyeongju (Yangdongs folkby) är en traditionell by från Joseondynastins tid. Byn ligger i Gangdong-myeon, 16 km nordost om Gyeongju, Gyeongsangbuk-do, Sydkorea, vid floden Hyeongsan. Berget Seolchang ligger norr om byn. Samhället har av landets regering fått status som Viktigt folklorematerial nr 189.
Storleken, bevarandegraden, antalet kulturella tillgångar, traditionalism, den vackra naturen omkring bidrar alla till Yangdongbyns betydelse. Den är även ett bra exempel på yangbans (koreanska aristokratins) levnadssätt och ny-konfucianistiska traditioner.

## Överblick

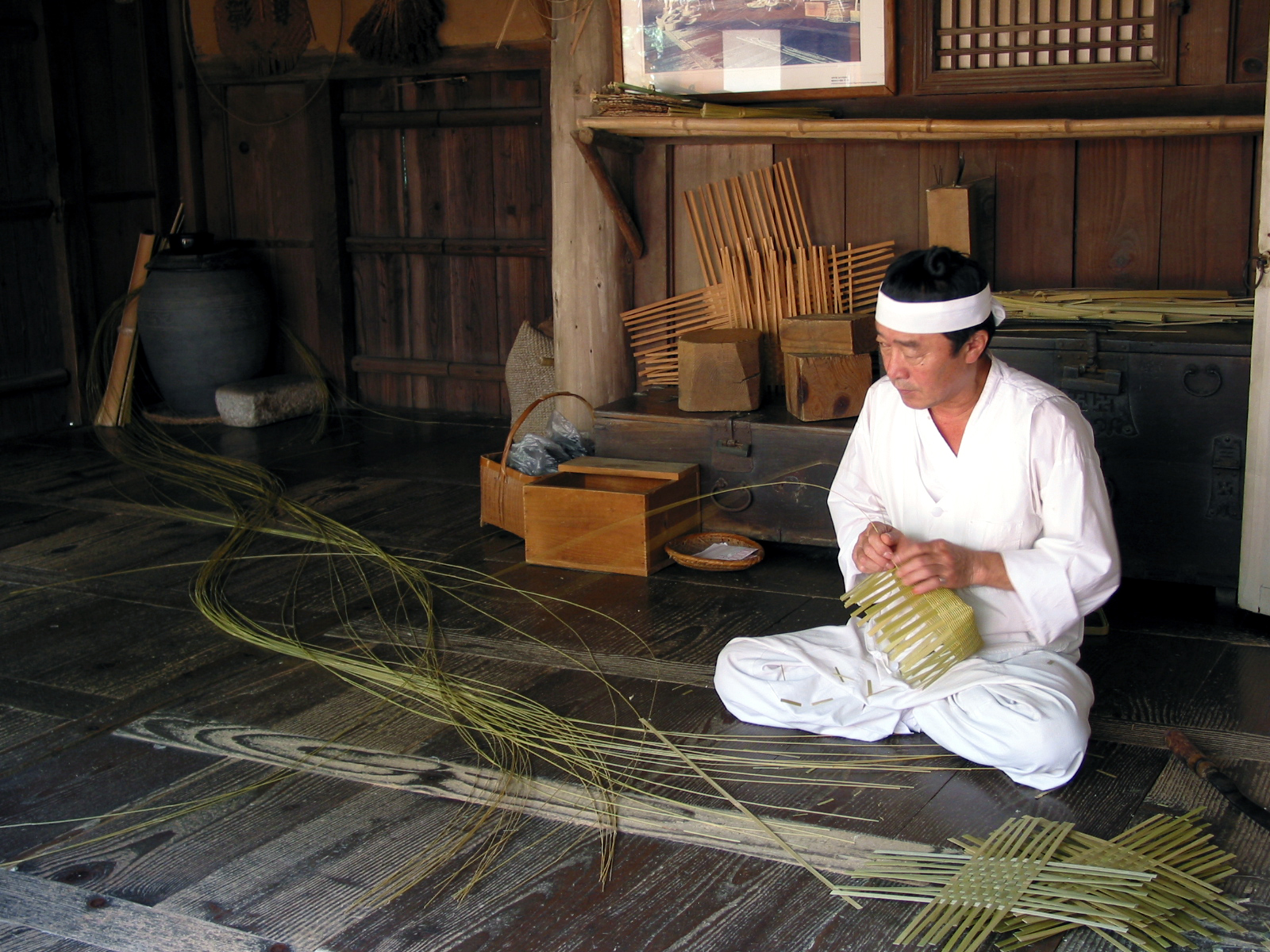
En man i hanbok (traditionell koreansk dräkt), som väver en korg i Yangdongbyn

Byn grundades av Son So på 1400-talet. Hushållet av klanen Wolseong Son placerades på en lovande plats enligt koreansk "pungsu" (geomanti). Son So och hans fru, dotter till Yu Bok Ha som också hade en dotter som gifte sig med Yi Beon av Yeogang Yi.  Giftermålet gav en av de arton visa männen i Korea, Yi Unjeok.
Även om en del av byn inte bebodd, har större delen av byn över 160 tegel- och halmtäckta tak på husen byggda på olika håll i den täta skogen. Femtiofyra historiska hem, över 200 år gamla, har även bevarats. Byn har bevarat sedvanor såväl som traditionella byggnader i arkitektonisk stil från Joseondynastins tid. Seobaekodang är huvudgården för Wolseong Sonfamiljen. Mucheomdang, är huvudgården för Yeogang Yifamiljen Skatt nr 411). Hyangdan är Nationalskatt nr 412. Ihayangjeon- och Simsujeongpaviljongen samt Ganghakdangs byskola är även intressanta byggnader i byn såväl som Gwangajeong (Skatt nr 442) och Sonsoyeongjeong (Skatt nr 1216). Tonggamsokpyeon, en bok tryckt på flyttbar metalltyp och National Treasure No. 283, finns även i byn.

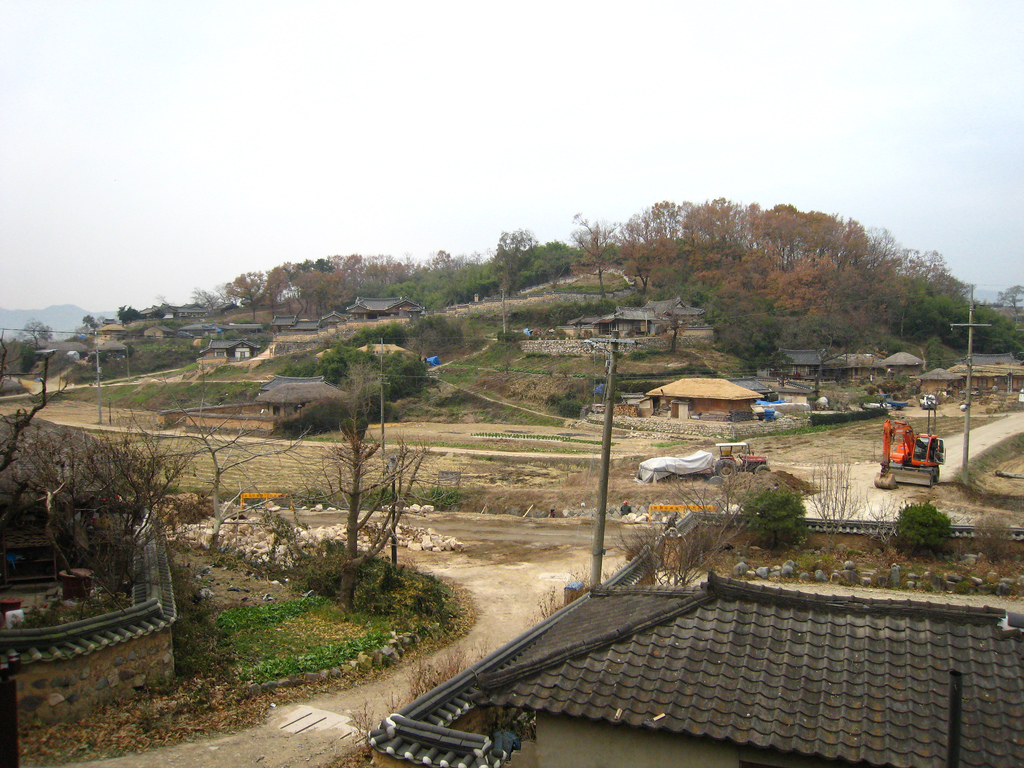

Betydande folkmaterial i byn är bland annat:  Seobaekdang (nr 23), Nakseondang (nr 73), Sahodang (nr 74), Sangchunheon (nr 75), Geunam Manor (nr 76), Dugok Manor (nr 77), Sujoldang (nr 78), Ihyangjeong (nr 79), Suunjeong (nr 80), Simsujeong (nr 81), Allakjeong (nr 82), and Ganghakdang (nr. 83).
Andra kulturtillgångar omfattar: Jeokgae Gongsin Nonsang Rokgwan (Materiell kulturtillgång nr 13), Sonsos testamente (Materiell kulturtillgång nr 14), Tallträd i Yangdong (Monument nr 8), Daeseongheon (Folkmaterial nr 34), Son Jong-ro Jeongchungbigak (Kulturtillgång material nr 261), Gyeongsan Seodang (Folkmaterial), Dugok Yeongdang (Folkmaterial).  
Byn följer bergets och dalens topografi och har formen som ett Hanjatecken. Denna ordning har varsamt bevarats. Hemmen för klanerna Wolseong Son och Yeogang Yu, såväl som deras ättlingars hem ligger på höga platser i bergen och dalen. De lägre klassernas hem, kännetecknade av deras halmtäckta tak byggdes lägre ner. Byns organisation ger en inblick i den stränga sociala indelningen som kännetecknar Joseondynastins samhälle. Charles, prins av Wales besökte Yangdong 1993.[källa behövs]